# Ayagawa
Ayagawa (jap. 綾川町 Ayagawa-chō) – miasto w Japonii, na wyspie Sikoku, w prefekturze Kagawa. Według danych na rok 2020 miejscowość zamieszkiwało 22 693 mieszkańców , a gęstość zaludnienia wyniosła 206,8 os./km².